# Šípatka střelolistá
Šípatka střelolistá (Sagittaria sagittifolia) je druh jednoděložné rostliny z čeledi žabníkovité (Alismataceae).

## Popis
Jedná se o vytrvalou bahenní až vodní rostlinu, dorůstá výšky cca 30–100 cm, vyrůstá z krátkého silného oddenku, který má na konci ztlustlé výběžky, hlízy. Listy jsou v přízemní růžici, vynořené listy jsou dlouze řapíkaté s výrazně střelovitou čepelí, ponořené jsou dlouze čárkovité, někdy se vyvíjí i listy přechodné. Květy jsou uspořádány do květenství, jedná se o vrcholovou latu uspořádanou do trojčetných přeslenů. Květy jsou jednopohlavné, samčí jsou na delších stopkách než samičí. Okvětí je rozlišeno na kalich a korunu. Kališní lístky jsou 3, korunní také 3, korunní lístky jsou bílé, na bázi mají na rozdíl od šípatky širolisté sytě fialovou skvrnu. Prašníky jsou černofialové. Gyneceum je apokarpní. Plodem jsou nažky uspořádané v souplodí, zobánek nažky je kratší než 1 mm.

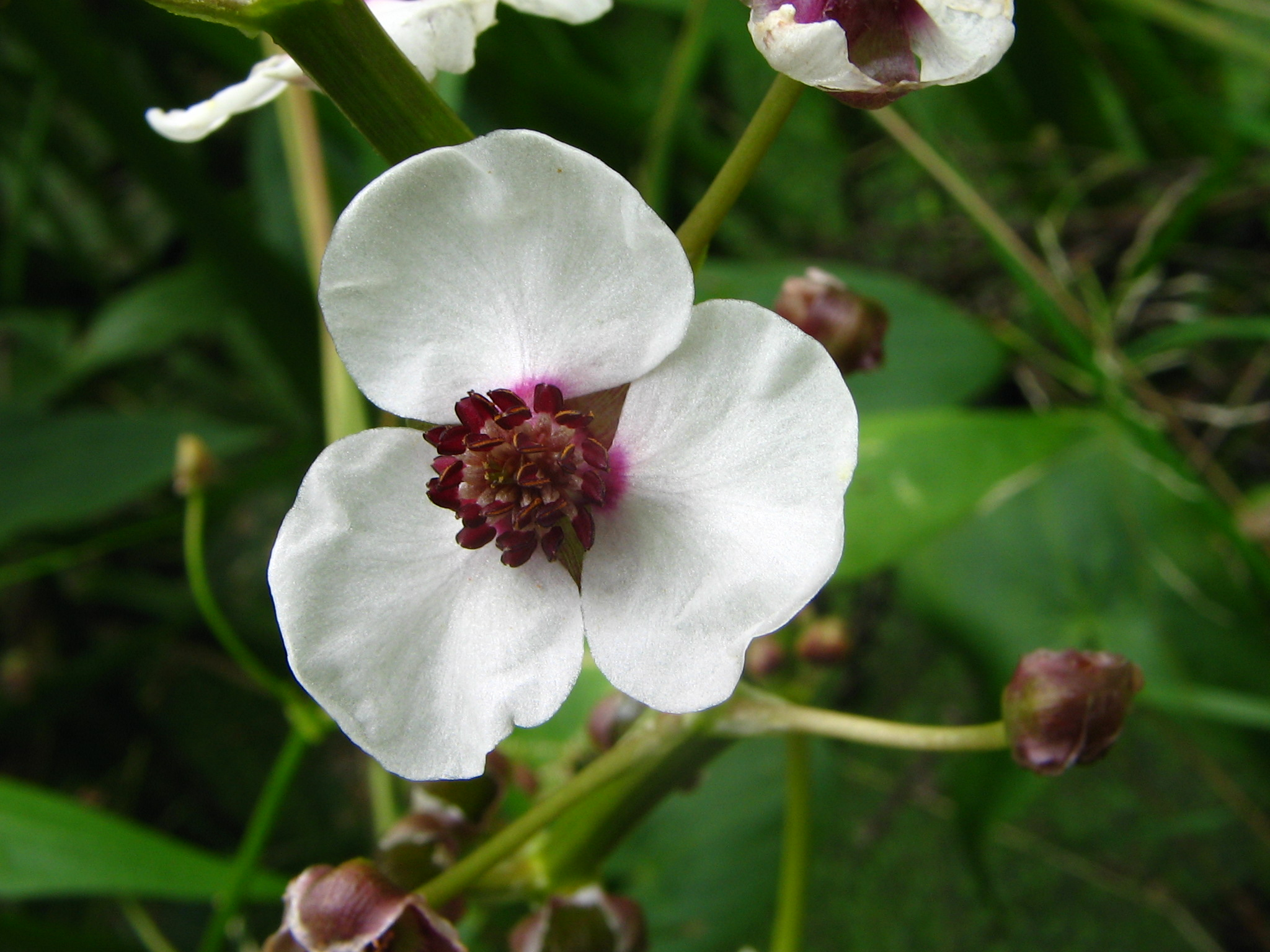
Detail samčího květu

## Rozšíření ve světě
Šípatka střelolistá roste přirozeně na většině území Evropy, kromě úplného jihu a severu, na východ sahá až po západní Sibiř. Dále v Asii roste příbuzná Sagittaria trifolia, v Americe zase Sagittaria montevidensis. Adventivně či jako pěstovaná však roste i jinde.

## Rozšíření v Česku
V ČR roste celkem běžně hlavně v teplejších oblastech od nížin po pahorkatiny. Najdeme ji na okrajích stojatých a pomalu tekoucích vod či na obnažených dnech. Častá ve společenstvu sv. Oenanthion aquaticae.

## Využití

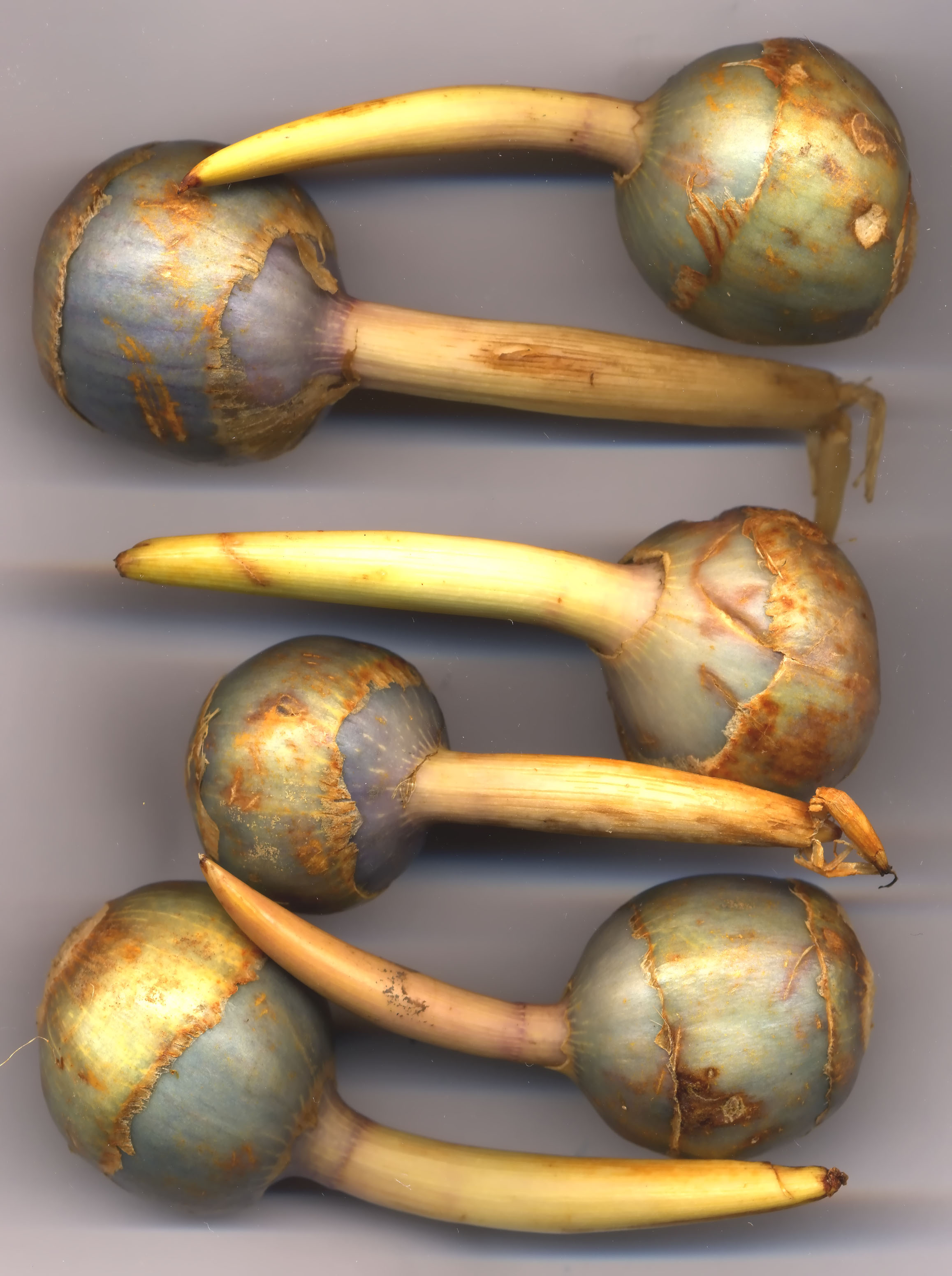
Hlízy příbuzného asijského druhu Sagittaria trifolia

Vařené či opékané kořeny a hlízy jsou jedlé a chutnají podobně jak brambory, hlízy se škrobovitou příchutí. Také listy a výhonky mohou být vařeny, ale jsou trochu štiplavé. Zvláště v Asii a na Havaji je i za tímto účelem pěstována.